# 戴維斯 (密蘇里州)
戴維斯（英語：Davis）是位於美國密蘇里州林肯縣的非建制地區。

## 歷史
戴維斯的郵局於1882年設立，其後於1959年停運。

## 地理
戴維斯所處的海拔為高於海平面149米（即489英呎），而該地所採用的時區為UTC-6，即北美中部時區（CST）。同時該地設有夏令時間，為UTC-6調快一小時，即UTC-5（CDT）。